# Сіньтай
Сіньта́й (спрощ.: 新泰; піньїнь: Xīntài) — міський повіт міського округу Тайань у китайській провінції Шаньдун. Назва міського повіту утворена з перших ієрогліфів назв гір Сіньфушань і Тайшань, що розташовані на його території.

## Адміністративний поділ
Міський повіт поділяється на 2 вуличних комітети, 17 селищ і 1 волость.